# Большой икосододекаэдр
Большой икосододекаэдр — однородный звёздчатый многогранник, имеющий номер однородного многогранника (Uniform polyhedron index) U54. Многогранник имеет 32 грани (20 треугольников и 12 пятиугольников), 60 рёбер и 30 вершин. Он имеет символ Шлефли r{3,5⁄2}. Многогранник является полным усечением большого звёздчатого додекаэдра и большого икосаэдра. Многогранник независимо обнаружили Хесс в 1878 году,  Бэдуру в 1881 и Пич в 1882.

## Связанные многогранники
Многогранник назван по аналогии с кубооктаэдром и по аналогии, как из додекаэдра-икосаэдра получили (малый) икосододекаэдр.
Он имеет то же расположение вершин, что и икосододекаэдр, который служит его выпуклой оболочкой. В отличие от большого икосаэдра и большого додекаэдра, большой икосододекаэдр не является звёздчатой формой  икосододекаэдра.
Многогранник имеет то же расположение рёбер, что и  большой икосогемидодекаэдр (имея общие треугольные грани), и большим додекогемидодекаэдром (имея общие пентаграммные грани).
| Большой икосододекаэдр | Большой додекагемидодекаэдр | Большой икосогемидодекаэдр\|- | Икосододекаэдр (выпуклая оболочка) |

Анимация усечения с {5/2, 3} до {3, 5/2}

Этот многогранник можно считать полным усечением большого икосаэдра:
Усечённый большой звёздчатый додекаэдр является вырожденным многогранником с 20 треугольными гранями из усеченных вершин и 12 (скрытыми) пятиугольными гранями, являющимися усечениями исходных пятиугольных граней, формиурующие большой додекаэдр, вписанный в многогранник и имеющий те же рёбра, что и икосаэдр.
| Название            | Большой звёздчатый додекаэдр            | Усечённый большой звёздчатый додекаэдр    | Большой икосододекаэдр                  | Усечённый большой икосаэдр                | Большой икосаэдр                        |
| ------------------- | --------------------------------------- | ----------------------------------------- | --------------------------------------- | ----------------------------------------- | --------------------------------------- |
| Диаграмма Коксетера | node · 3 · node · 5 · rat · d2 · node_1 | node · 3 · node_1 · 5 · rat · d2 · node_1 | node · 3 · node_1 · 5 · rat · d2 · node | node_1 · 3 · node_1 · 5 · rat · d2 · node | node_1 · 3 · node · 5 · rat · d2 · node |
| Рисунок             |                                         |                                           |                                         |                                           |                                         |

### Большой ромбический тридцатигранник
Двойственным многогранником большого икосододекаэдра является большой ромбический тридцатигранник. Это невыпуклое изоэдральное и изотоксальное тело, имеющее 30 пересекающихся ромбических граней. Многогранник можно также назвать большим звёздчатым тридцатигранником.
Большой ромбический тридцатигранник можно построить, увеличивая размер граней ромботриаконтаэдра на множитель {\displaystyle \tau ^{3}=1+2\tau =2+{\sqrt {5}}}, где {\displaystyle \tau } является золотым сечением.